# 徳川家霊台

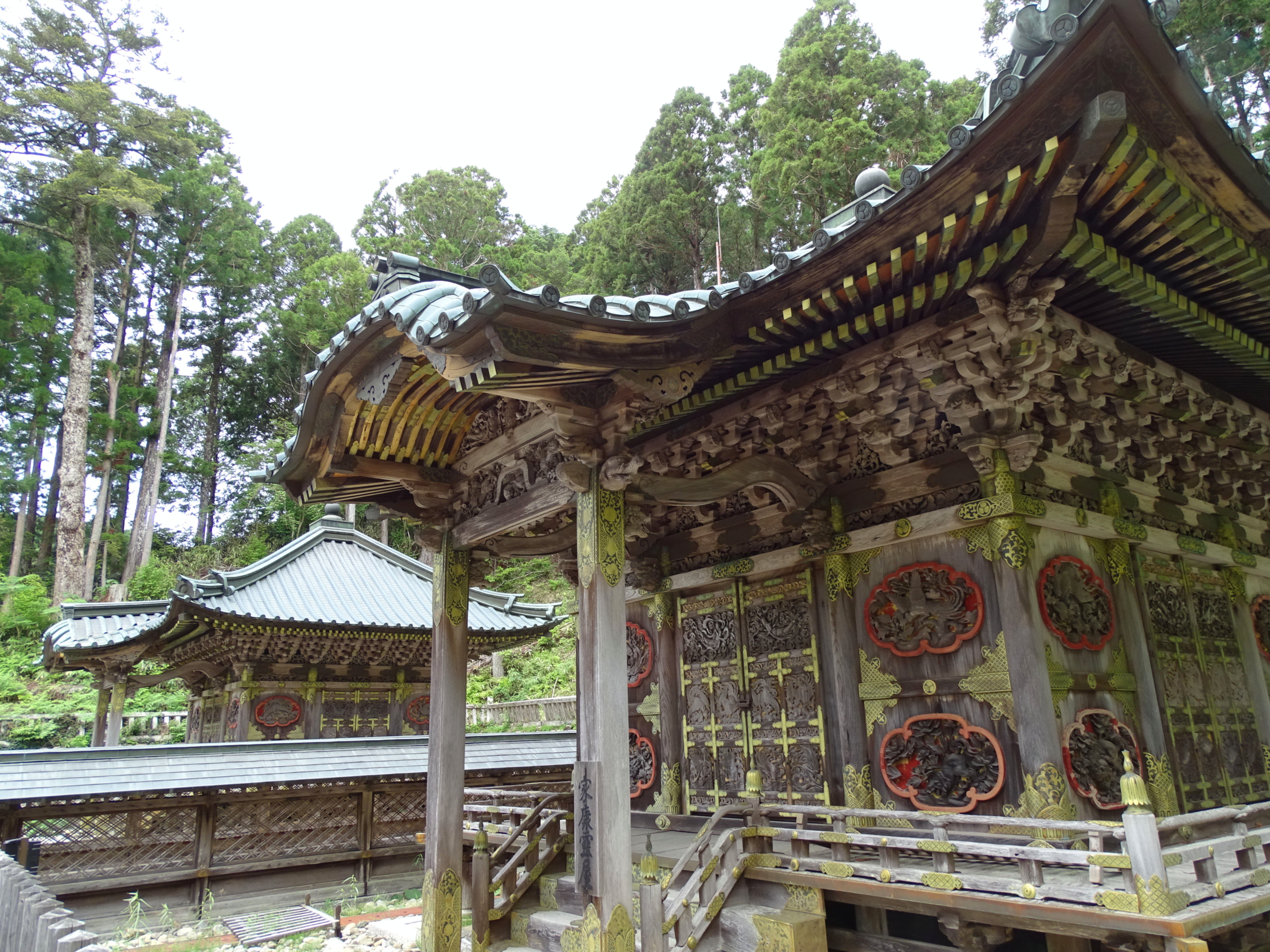
徳川家霊台：手前が家康、奥が秀忠の霊屋

徳川家霊台（とくがわけれいだい）は、和歌山県伊都郡高野町の真言密教の聖地・高野山にあり、江戸幕府初代将軍徳川家康と2代将軍秀忠を祀る霊屋（たまや）である。

## 経緯
徳川家霊台は、かつては高野聖方の代表寺院であり、徳川家の菩提寺・宿坊でもあった大徳院の境内に建つが、大徳院は明治時代に他寺院と合併して廃寺となり、現在霊台は高野山真言宗大本山の金剛峯寺に属する。大徳院の前身は、徳川家の先祖にあたる松平家の菩提寺として、室町時代には蓮華院を名乗っていたが、1594年（文禄3年）に徳川家康が高野参詣した際に大徳院の名が与えられ、改称した。霊屋は、秀忠の死の翌年に当たる1633年（寛永10年）に3代将軍家光によって造営が開始され、10年の歳月を費やして1643年（寛永20年）に落慶法要が行われた。江戸時代には「おたまや」（御霊屋）と呼ばれていた。

## 建築
徳川家霊台として、以下の2棟が建つ。
- 東照宮（家康）霊屋
- 台徳院（秀忠）霊屋

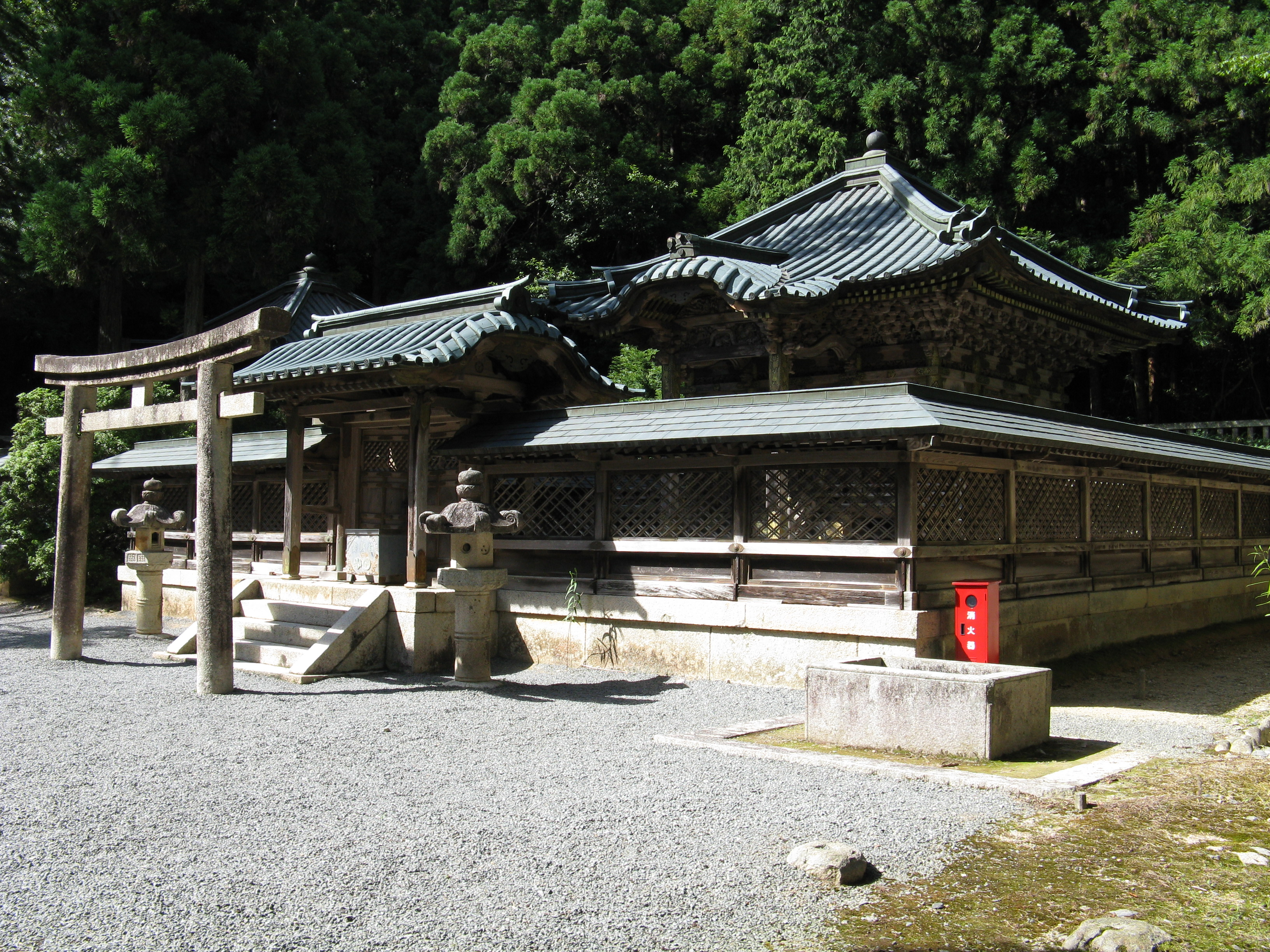
東照宮（家康）霊屋

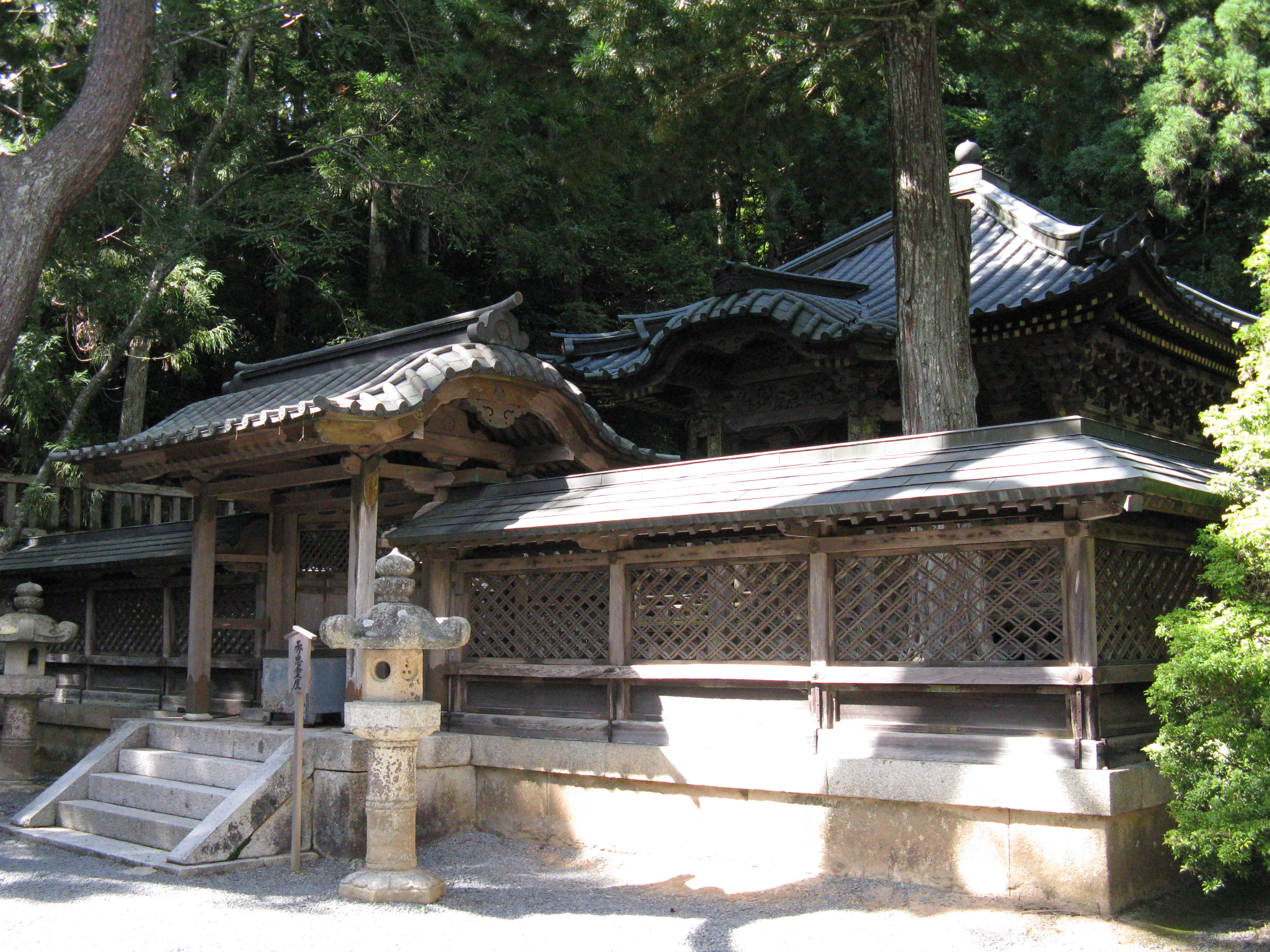
台徳院（秀忠）霊屋

霊屋（霊舎）は位牌堂であり、向かって右に家康霊屋、向かって左に秀忠霊屋の2棟が並び、それぞれが透塀で囲まれ、正面に唐門がある。家康霊屋前にのみ鳥居が建つのは、家康が東照大権現という神として祀られていることによる。建築様式は禅宗様である。2棟はほぼ同じ作りだが、家康霊屋の向拝の蟇股（かえるまた）には虎の彫刻、秀忠霊屋には兎の彫刻がある。それらは家康が1543年（天文11年）の寅年生まれ、秀忠が1579年（天正7年）の卯年生まれであることにちなむ。その虎の両脇には、王が仁政を行うと現れる霊獣とされる麒麟が彫刻され、家康を称えることを意味する。また兎の両脇に虎が彫刻されているが、これは秀忠が家康に見守られた正当な後継者であることを意味する。霊屋は約6m四方の一重宝形造で、欅材を使用し、構造材に1641年（寛永18年）の墨書銘がある。桁行3間、梁間3間、正面に1間の唐破風向拝が付き、屋根は瓦棒銅板葺で、また外壁、扉には濃密な木彫が施され、柱、欄干なども含め、いたる所に飾り金具が使用され、金襴巻（きんらんまき）という通常は絵師が文様を描く部分には、装飾金具を何枚も重ね張りすることで表現している。軒を支える組物は「三手先」（みてさき）、軒の垂木は放射状に並ぶ扇垂木である。垂木は黒漆仕上げで、垂木と垂木の間には金箔が貼られている。軒より下は、欅材の木肌が白く見え、長い年月を経て、一見無塗装に思われるが、古文書に「拭漆」とあり、当時は欅の美しい杢目（もくめ）が透けて見え、春慶塗のような淡いべっ甲仕上げだったと考えられている。内壁は金箔貼りで、家康霊屋には鷹が、秀忠霊屋には獅子が描かれている。これは家康が鷹狩を好んだことにちなみ、また獅子は、秀忠の守り本尊である文殊菩薩が乗る獅子にちなむと考えられている。内部は障壁画などで飾り立てられ、柱や組物全てに彩色が施され、天井は全面が黒漆に金箔が施されている。須弥壇と厨子も全面黒漆塗りで、金蒔絵が濃密に施され金具全てに異なった文様がある。霊屋の規模はそれほど大きくは無いが、完成まで10年もの歳月が費やされ、当時の装飾技法の粋を極めた近世初期の霊廟建築の代表例であり、規模こそ小さいが、1636年（寛永13年）に造替された日光東照宮に劣らない造形美であったといえる。1742年（寛保2年）、1768年（明和5年）、1868年（元治元年）、1865年（慶応元年）に小修理が行われた。明治になり一時荒廃し、唐門は明治末頃に解体され、別の場所に仮安置されていたが、1962年（昭和37年）に国の文化財保護委員会（現、文化庁）が霊屋の解体修理をした際に元に戻された。境内の東端には3代家光以降の歴代将軍と徳川御三家の尊牌堂（位牌堂）があったが、1888年（明治21年）に焼失し、現在は礎石だけが残る。

霊屋の装飾
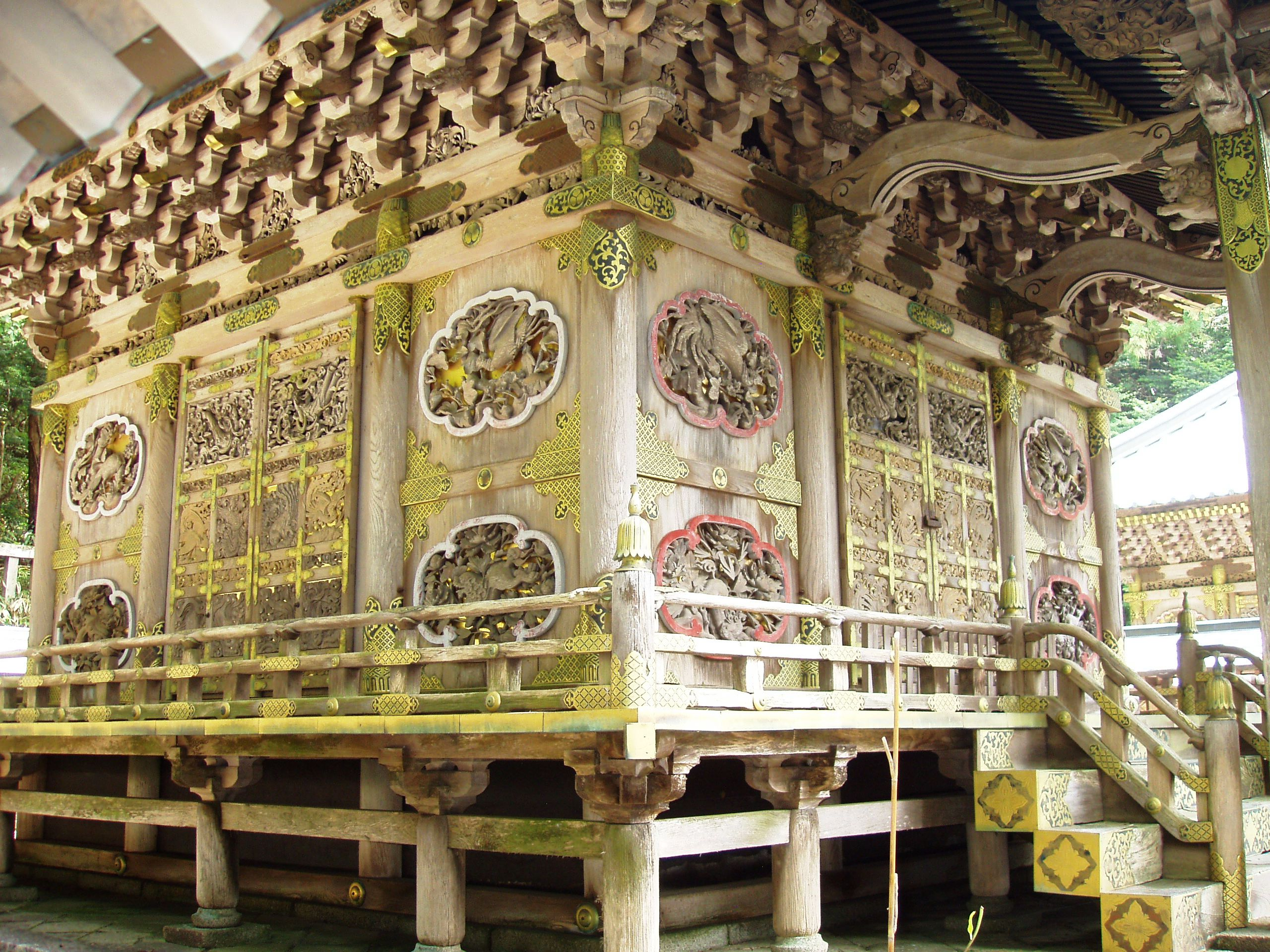
秀忠霊屋
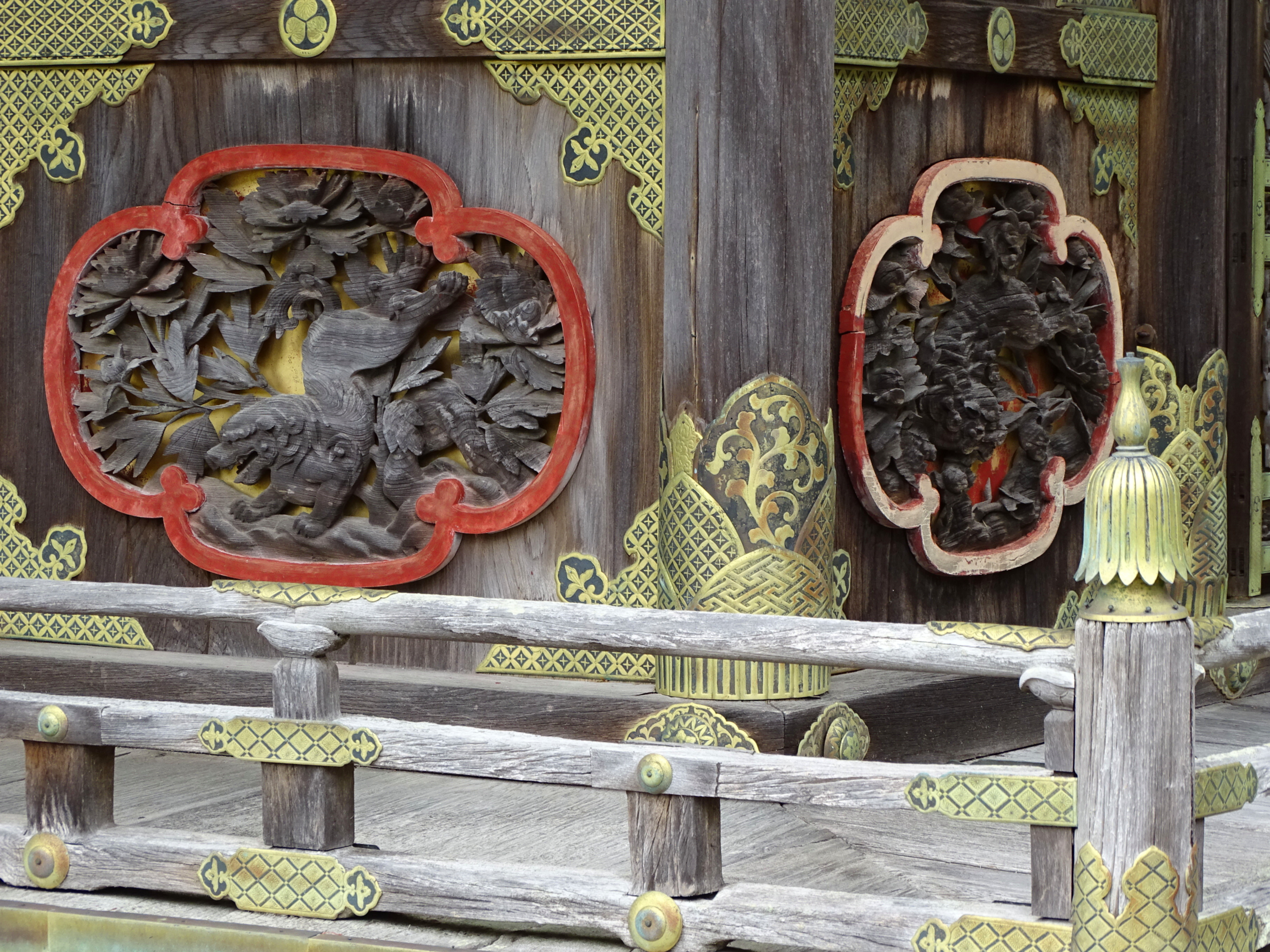
秀忠霊屋細部
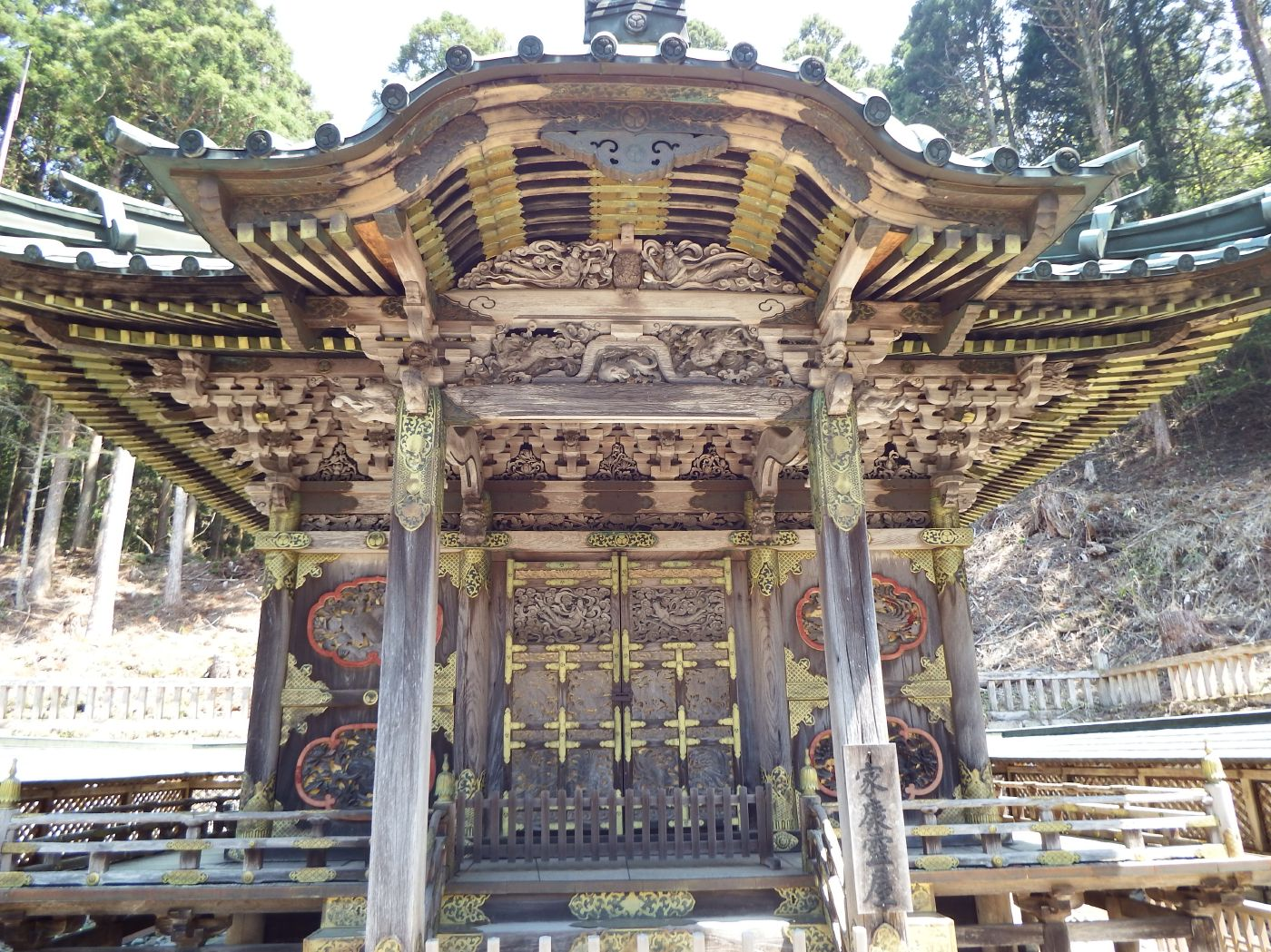
家康霊屋
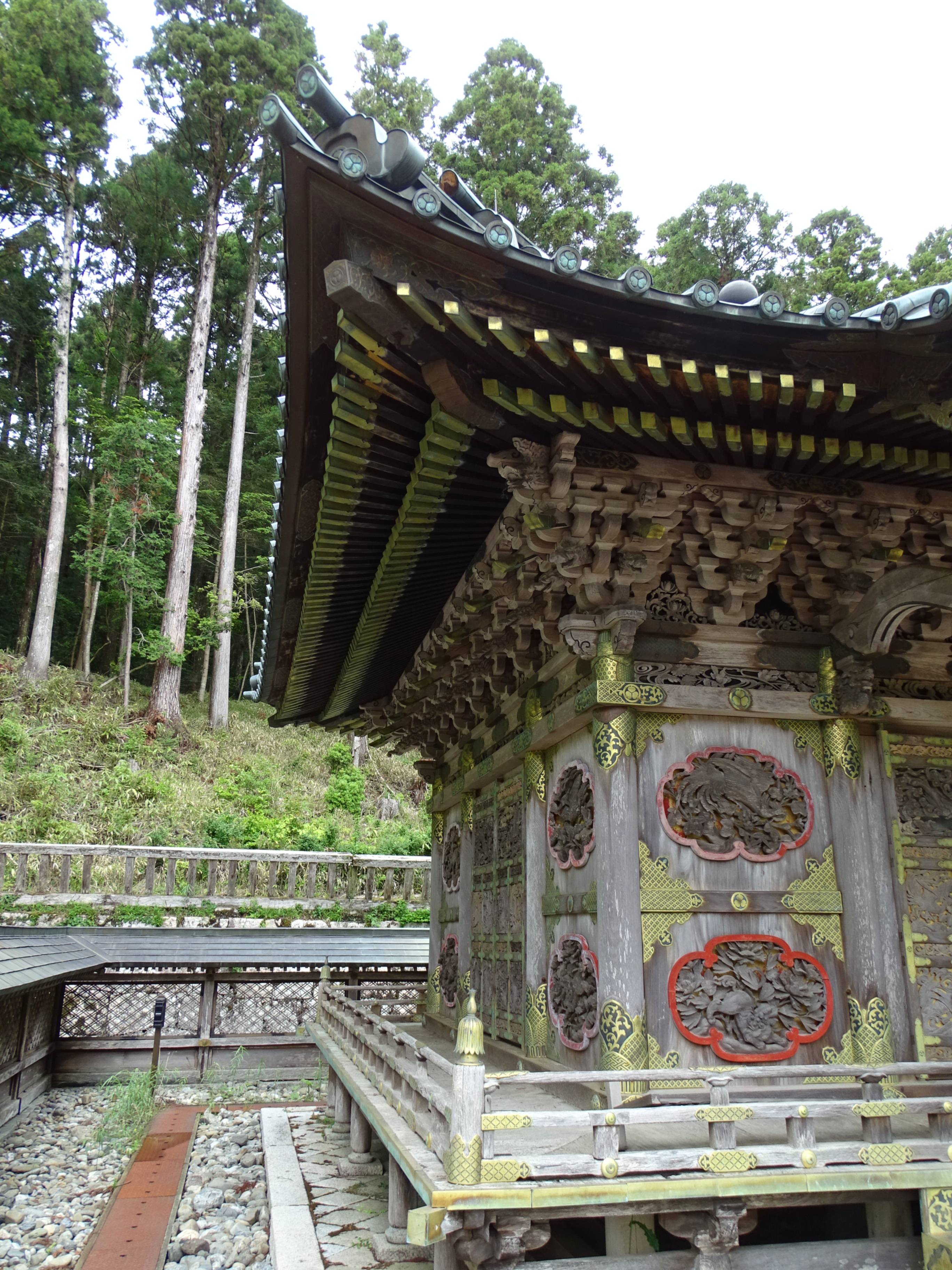
秀忠霊屋細部
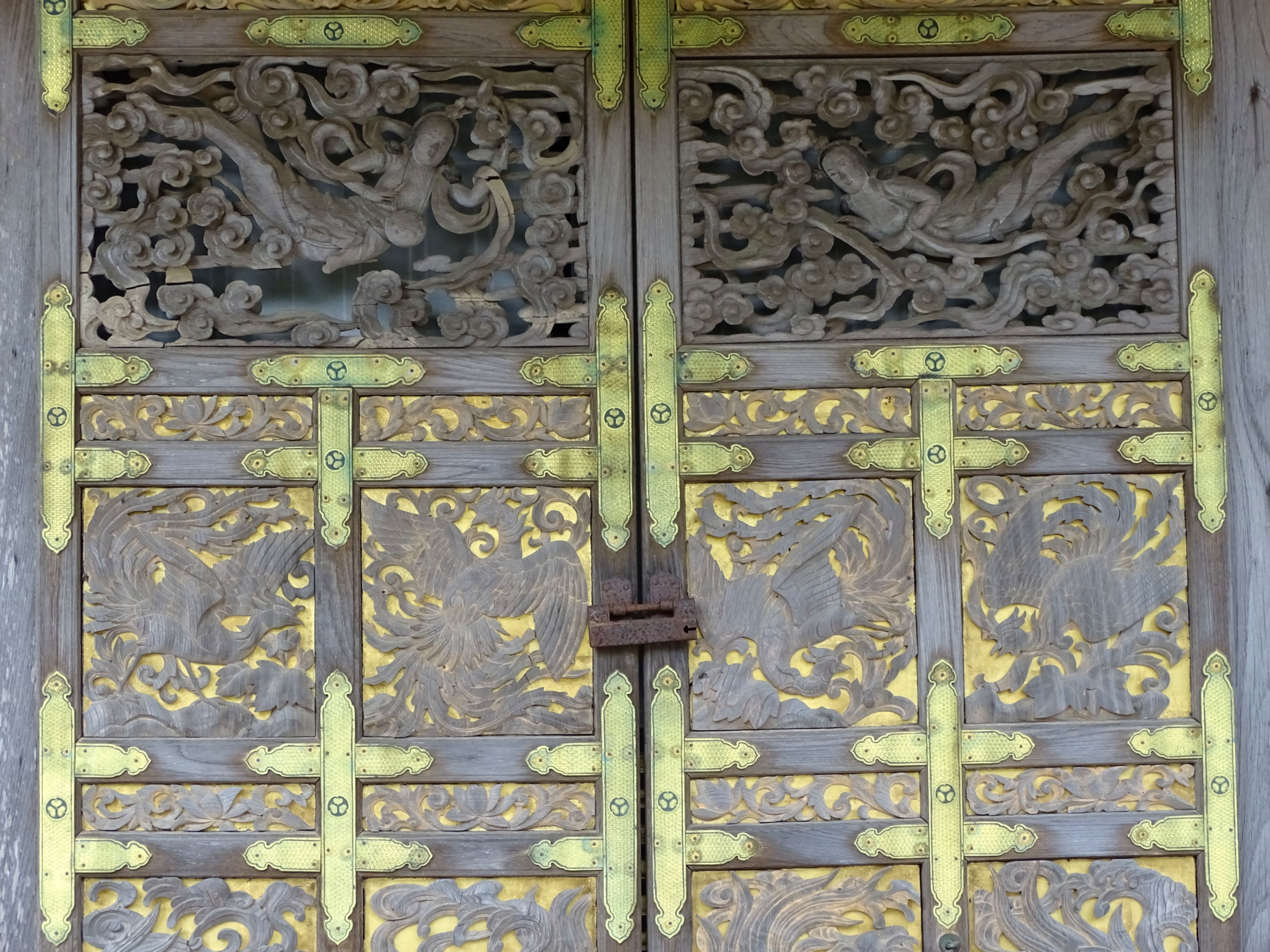
秀忠霊屋扉

## 歴史的背景
高野山は豊臣秀吉の庇護を受けていたため、徳川家から敵視されることを恐れたが、1600年（慶長5年）に家康から寺領の安堵を得た。また1601年（慶長6年）には高野山宛の朱印状にて寺領安堵を得た。しかし、いつ寺領没収などの下達があるとも限らず、当時の高野山にあった学侶・行人・聖の三派による幕府への忠誠競争を招いた。あるいは、忠誠競争でないにしても、高野山を存続させるうえで、新幕府に忠誠を誓い接点を持つことに重要な意味があった。1617年（元和3年）、学侶方の青巌寺が主殿に家康像を安置し本尊とした。1628年（寛永5年）には行人方の興山寺が境内に東照宮を造営して3年後に落成し、聖方では大徳院が10年の歳月を費やして、1643年（寛永20年）に徳川家霊台を落慶法要した。当時、東照大権現を祀る建築物には幕府の許可が必要で、装飾技法の粋を極めた霊屋を作ることで徳川幕府に忠誠を誓う証とした。
備考
- 江戸時代までの高野山内の組織は、高野三方といわれる学侶方、行人方、聖方の3派から成り立っていた[15]。
- 1601年に得た朱印状による寺領安堵状は、学侶方に9500石の寺領、行人方に11500石の寺領が分け与えられたが、聖方は、家光の時代に支給された徳川家霊台の祭祀料として200石のみであった[15]。この朱印状により、高野山の寺領管理は、学侶方・行人方に分けて任されることとなった[15]。
- 1869年（明治2年）学侶方の青巌寺と行人方の興山寺が合併し、金剛峯寺となった[16]。
- 明治になり聖方の大徳院は他の塔頭寺院と合併し大徳院自体は廃寺となったが、旧名の蓮花院として金剛峯寺の隣で現在も徳川家歴代将軍や大奥関係の位牌を祀る[17]。また、奥之院にある松平秀康および同母の霊屋も所有している[18]。
- 大徳院は江戸の神田紺屋町に屋敷地を拝領していたが、1684年（貞享元年）、本所（両国）回向院の南側に移転。後身の寺院（高野山真言宗）が大徳院の名で現在も残る。

## 文化財

### 重要文化財
国の重要文化財に指定されている。
指定名称：金剛峯寺徳川家霊台 - 1926年（大正15年）4月19日指定。
以下、指定内訳
- 家康霊屋（附指定：厨子1基）
- 秀忠霊屋（附指定：厨子1基）

### 史跡
国の史跡に指定されている。
指定名称：金剛峯寺境内（1977年（昭和52）7月14日指定)を構成する資産として徳川家霊台地区が2002年（平成14年）9月20日に追加指定された。

## 世界遺産
ユネスコの世界遺産『紀伊山地の霊場と参詣道』を構成する、霊場「高野山」の構成資産の一つとして2004年に登録されている。
以下、登録資産内訳
- 登録種別：遺跡 - 徳川家霊台地区（霊屋2棟を中心に、位牌堂の遺跡を含む地域）[22]。
- 登録種別：記念工作物 - 金剛峯寺徳川家霊台（徳川幕府初代・二代将軍の装飾華麗な木造霊屋）[22]。

## アクセス・拝観
所在地
- 〒648-0211 和歌山県伊都郡高野町大字高野山682

アクセス
- 南海電鉄高野線で終点駅の極楽橋駅で南海鋼索線（ケーブルカー）へ乗り換え高野山駅へ、南海りんかんバスで「金剛峯寺」下車、徒歩約10分。 近畿三十六不動尊霊場 南院の裏。

拝観案内
- 拝観料：200円
- 拝観時間：8:30-16:30（拝観受付終了）
- 拝観受付で、徳川家霊台の御朱印を拝受できる[23]。